# Duální číslo
Duální čísla jsou dvourozměrná komutativní algebra nad reálnými čísly, která je odlišná od komplexních čísel. Duální číslo má tvar {\displaystyle x+y\varepsilon }, kde {\displaystyle x} a {\displaystyle y} jsou reálná čísla. Nově zavedený prvek {\displaystyle \varepsilon } splňuje {\displaystyle \varepsilon ^{2}=0}, jde tedy o nilpotentní prvek. Motivací je představa, že {\displaystyle \varepsilon } je tak malé číslo, že jeho čtverec je již zanedbatelný. Duální čísla se používají například v mechanice nebo ve strojovém učení.